# レスリー・カールソン
レスリー・カールソン（Leslie Carlson、1933年2月24日 - 2014年5月3日）は、アメリカ合衆国の俳優。

## 出演作品
- ヴィデオドローム
- ザ・フライ
- Xファイル The X-files (1994)  シーズン1第22話「輪廻」、シーズン2第1話「リトル・グリーン・マン」